# AS Marsa
AS Marsa is een Tunesische voetbalclub uit La Marsa. De club werd nog nooit kampioen maar werd wel een gevestigde waarde in de beker van Tunesië waar de club dertien keer de finale haalde.
De club speelde 5 seizoenen in 1e klasse onder de naam Avenir Musulman. In 2009 degradeerde de club uit de hoogste klasse, maar kon na één seizoen afwezigheid terugkeren.

## Erelijst
- Beker van Tunesië (5x)
  - Winnaar: 1961, 1977, 1984, 1990, 1994
- Tunesische Ligabeker (1x)
  - Winnaar: 2007